# Castañeda (kommun)
Castañeda är en kommun i Spanien. Den ligger i den autonoma regionen Kantabrien i norra delen av landet, 300 km norr om huvudstaden Madrid. Antalet invånare är 3 252 (2024). Arean är 19,22 kvadratkilometer.